# Saltgruva

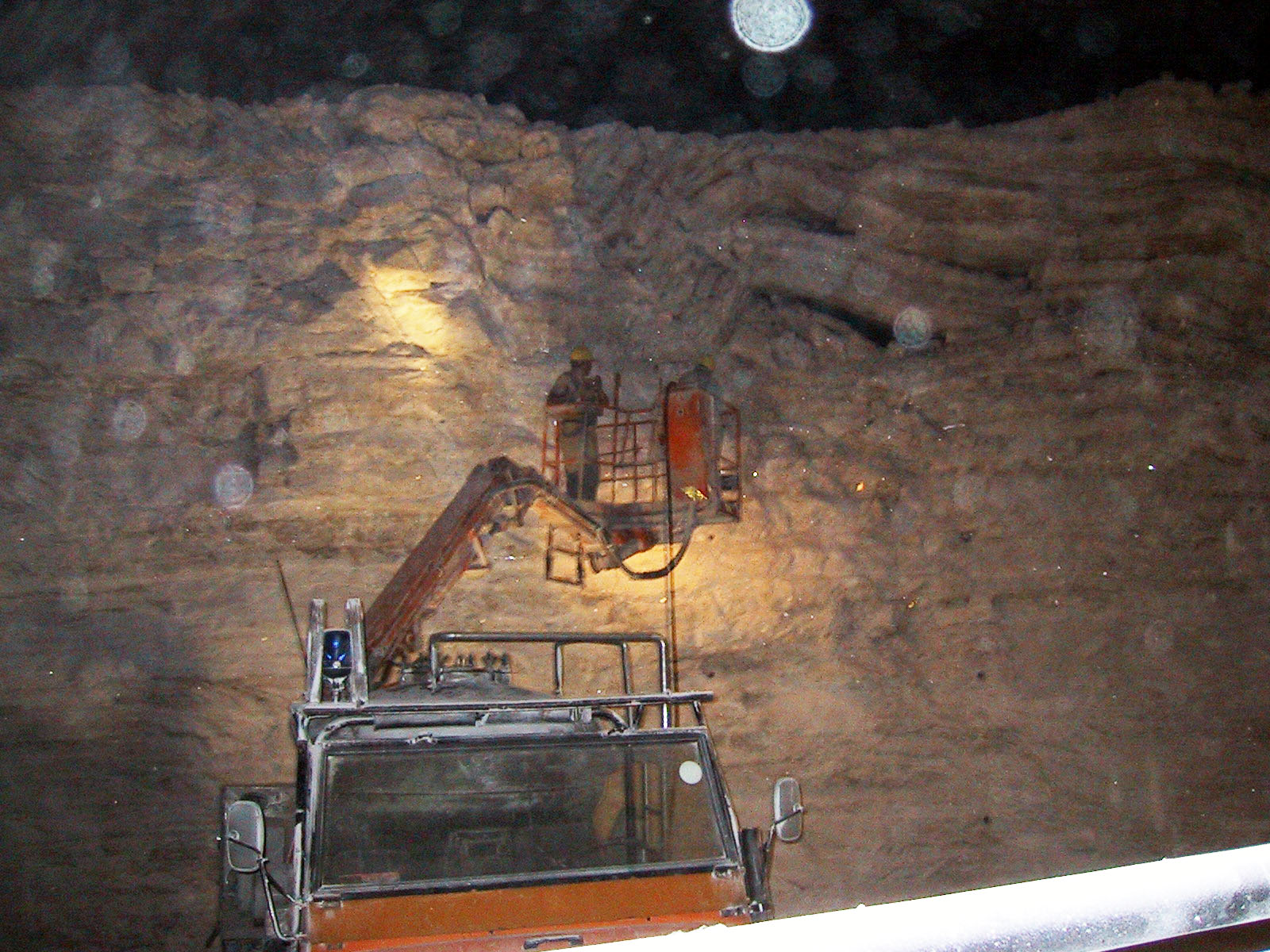
Brytning av bergssalt.

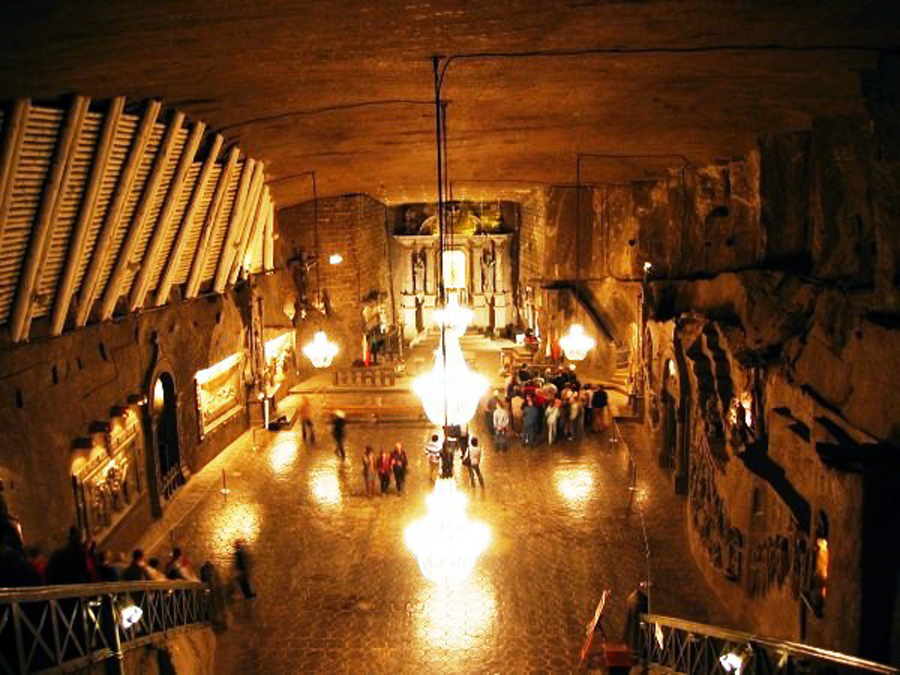
Saltkapellet i Wieliczka i Polen.

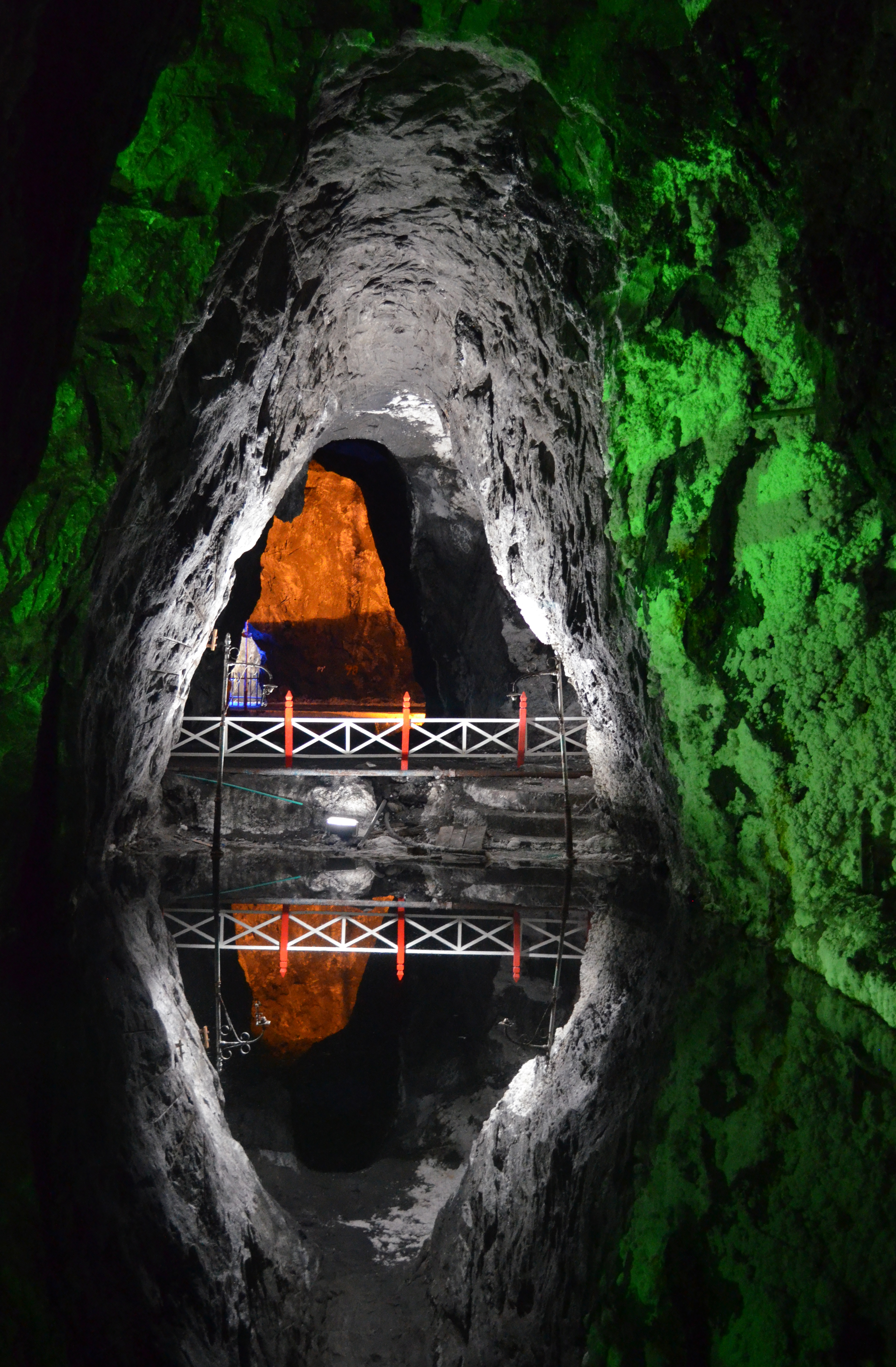
Saltgruva i Nemocón, Cundinamarca, Colombia.

En saltgruva är en gruva där man bryter salt. 

## Saltbrytning
I varma trakter kan man tillverka salt genom avdunstning – saliner – men det vanligaste är att man tar upp salt som bildats för över 100-250 miljoner år sedan. Detta salt koncentrerades i grunda hav och dessa enorma saltavlagringar har genom bergskedjeveckning samlats till saltdomer, varifrån de nu kan brytas. Precis som glas är berggrunden plastisk. Saltkoncentrationerna i berggrunden har lägre täthet än det omgivande berget och precis som en droppe olja i vatten strävar efter att stiga, så stiger de mindre saltdomerna, samlas och blir allt större på vägen upp mot jordytan. Det är dock en väldigt långsam process.
Förr hackade man loss saltkristallerna och transporterade fram dem under stora umbäranden, men nuförtiden pumpar man in vatten i gruvan, varpå saltet löses och bergföroreningarna sjunker till botten. Denna starka saltlake – omkring 26 % salthalt – pumpas upp till en anläggning på marken och torkas i vakuum, varvid saltet åter kristallseras.

## Saltgruvor
I Alperna och i norra Tyskland finns ett flertal saltgruvor. Till exempel Salzkammergut, Berchtesgaden och Hall in Tirol vid floden Inn, samt Lüneburg är kända platser med gamla saltgruvor. 
En känd saltgruva är den polska gruvan i Wieliczka, utanför Kraków i Polen. Gruvarbetarna har här skulpterat i saltet och gruvan är idag en stor turistattraktion och upptagen på Unescos världsarvslista.
Nordens största saltgruva ligger i Mariagerfjord i Danmark. I Hvornum, sydväst om Hobro och 1,5 km ned under markytan ligger saltet; 3 kilometer i diameter och 4 kilometer högt. Mäktigheten beräknas till 30 miljarder ton och med dagens produktionstakt på 600 000 ton räcker enbart denna saltgruva i 50 000 år.